# Île Saint-Louis
La Isla de San Luis (en francés, Île Saint-Louis) es una de las tres islas que se encuentran al paso del río Sena dentro del actual límite municipal de la ciudad de París (Francia). Las otras dos islas parisinas son la Isla de la Cité y la Isla de los Cisnes. Situada en el IV Distrito de París, la Isla de San Luis fue así bautizada, en 1725, en honor al rey Luis IX de Francia (1214-1270), también llamado «San Luis» o, en francés, Saint Louis, por ser uno de los seis santos con ese nombre de pila en haber sido canonizados por la Iglesia católica.
La isla comunica con el resto de París por puentes en ambas orillas del río y con la Isla de la Cité por el Puente Saint-Louis. Desde la Antigüedad hasta el siglo XVII, esta isla era agreste: se la destinaba al pasto de ganado y al almacenamiento de madera. Uno de los primeros ejemplos de planificación urbana, se dibujaron planos y se construyó en toda la isla durante los reinados de Enrique IV y Luis XIII, en el siglo XVII. Hoy en día un oasis de calma en el bullicioso centro de París, esta isla sólo tiene calles de sentido único, dos paradas de autobús y ninguna estación de metro. La mayor parte de la isla se dedica a fines residenciales, pero hay varios restaurantes, tiendas, cafeterías y heladerías a pie de calle, así como una gran iglesia, la Iglesia de Saint-Louis-en-l'Île.

## Historia
Históricamente, la Île Saint-Louis es el mismo París, ya que fue aquí que el antiguo asentamiento celta Parisii, fue fundado por marineros y comerciantes, en alrededor de 250 antes de Cristo [cita requerida]. Con la llegada de Julio César en 52 d. C., y la conquista de las Galias, los romanos fundaron la ciudad (que la llamaron Lutetia) en el Mont Sainte-Geneviève en la margen izquierda, dejando a la Île Saint-Louis y la vecina Isla de la Cité desierta [cita requerida].
Desde ese momento, hasta finales del siglo XVI, la Isla de San Luis permaneció deshabitada, y no querida por el Tribunal Real de París, que ocupababa el palacio del Rey -desde hace tiempo derruido y convertido en el actual Palacio del Louvre- y de la Île de la Cité en la que Notre Dame, fue construida en el siglo XIII. Fue el rey Enrique IV, que redactó el plan para urbanizar la Île Saint-Louis, pero en 1610 fue asesinado por Ravaillac, poniendo fin al proyecto. Bajo el reinado de su hijo, Luis XIII (1610-1643), el plan fue vuelto a presentar al rey por lo que ahora se llama "promotores inmobiliarios". Sus nombres se encuentran en el laberinto de callejuelas de la isla: Marie dio su nombre a Pont Marie, y Poulletier y Le Regrattier han dado nombre a sendas calles.
En ese momento, la isla fue formada por dos islotes, la isla Notre Dame, que pertenecía a la Catedral, y la Île aux Vaches, que, como sugiere su nombre fue utilizado para el pastoreo de ganado del mercado y el almacenamiento de madera. Luis XIII estaba de acuerdo en que diques de piedra se levantaran para apuntalar las islas y dos puentes (el Pont Marie y el Pont de la Tournelle, que fue reconstruido más adelante), y trazó dos calles, la calle Saint-Louis-en-l'Île y de la Rue des Deux-Ponts, que no han cambiado, que siguen constituyendo los ejes principales de la isla. Es uno de los primeros ejemplos de planificación urbana en el mundo, fue asignada y construida de un extremo a otro durante los reinados de Enrique IV y de Luis XIII, en el siglo XVII. Aunque no se impuso ningún estilo arquitectónico en particular, la velocidad del desarrollo y la influencia del arquitecto Louis Le Vau dio lugar a un desarrollo homogéneo y "clásico". Le Vau fue más tarde, el arquitecto del Rey Sol, Luis XIV y diseñó el fastuoso y enorme Palacio de Versalles.
La isla hoy en día, es casi exactamente como fue concebido por sus arquitectos del siglo XVII. En el siglo XIX, otros cuatro puentes fueron construidos, conectando la isla con las orillas izquierda y derecha y con la Isla de la Cité, así como dos caminos - la Rue Jean y el Boulevard Henri IV- también fueron inaugurados. En estos días, Île Saint-Louis sigue siendo un ejemplo único de la arquitectura típicamente parisina que florecía en el Grand Siècle (siglo XVII). Es la vida, la respiración, museo animado. Nueve de los edificios figuran "Monumentos históricos" y más de veintinueve "que figuran en el inventario de los edificios históricos."
La isla fue colonizada por ciudadanos de una riqueza considerable - que no, hay que admitir, siempre vienen por su verdad, su honestidad. Ellos usaron sus riquezas para construir algunos de los mejores Hôtels Particuliers (elegantes mansiones que sirvieron de residencias urbanas de los nuevos ricos). Estas fueron apenas mansiones en el sentido tradicional, pero suntuosas residencias privadas, diseñado por los mejores arquitectos de la época y decoradas por los mejores artistas. Magníficos ejemplos incluyen el Hôtel de Lauzun en el Quai d'Anjou y el Hôtel Lambert en la esquina de la calle Saint-Louis y el Quai d'Anjou. Pero el más notable de todos, por unanimidad, admirado por sus contemporáneos, fue el Hôtel Bretonvilliers, casa de Monsieur Le Ragois de Bretonvilliers. Este, no contento con la construcción de viviendas de prestigio, compró un terreno junto a sus nuevas mansiones donde se construyeron viviendas que se  alquilaron. Una de estas propiedades es el a menudo llamado "Petit Hotel de Bretonvilliers"
Curiosamente, en los siglos que siguieron, la Île Saint-Louis, muy exclusiva, durante el reinado del Rey Sol y tan codiciada hoy en día, fue abandonada por la misma nobleza que la había poblado y edificado. Su reputación había caído tanto que, en la novela de Marcel Proust -A la recherche du temps perdu- su heroína se dijo que sería un "escándalo" vivir allí. Desde el principio, en el siglo XVII, los financieros y los magistrados (el Palacio de Justicia está en la isla de la Cité, cercana a la de San Luis), hombres de letras (de la Academia Francesa, por ejemplo), artistas y comerciantes de vino vinieron a vivir allí. Pero también había personas de la clase trabajadora, como trabajadores, empleados domésticos, obreros y otros, y que duraron un largo rato, y todavía en 1950, el nivel social y las profesiones de sus habitantes coincidían con la media de París; la gente de distintos estratos sociales se codeaba pacíficamente. Para satisfacer las necesidades habituales de sus habitantes, la isla ofrece un gran número de las pequeñas tiendas de lujo. Tenía la reputación de ser un  "pueblo" pacífico, más comentado que visitado.
Un cambio en la suerte de la isla se produjo en la segunda mitad del siglo XX, después de la Segunda Guerra Mundial. El excepcional crecimiento económico durante los "treinta años gloriosos" (1950-1980) y el aumento en el nivel de vida que lo acompañó, devolvió a la isla la opulencia y el esplendor que no había visto en tres siglos y medio de existencia.
La consecuencia de enriquecimiento, evidente en cada ciudad, fue el aumento en el precio por metro cuadrado de la vivienda, con un aumento aún más marcado en los precios en los distritos del centro de París, sobre todo si la propiedad posee cualidades históricas y artísticas. Así, cuando la gente de allí o personas heredan la propiedad, los arrendatarios o compradores aparecieron en la escena para aceptar a pagar más a fin de encontrar un lugar para vivir en un barrio prestigioso, muchas personas se vieron obligadas a abandonar la isla, que se había convertido más allá de sus medios, y tuvieron que vender su propiedad. Los recién llegados, más ricos y por lo tanto mayores, a menudo retirados (jubilados), se instalaron en pisos grandes, sin sus hijos, quienes se casaron y viven en otra parte. De ello se desprende que la población ha envejecido y el número de habitantes de la isla se ha reducido: había unas 6100 personas hacia 1950-60, tal y como ocurrió en el momento del censo de 1831, pero solo 2900 en el momento del censo de 1999. El fenómeno se hizo más pronunciado a través de la compra de vastos apartamentos por gente de muchos lugares de Francia y del extranjero, hoy en día, estos apartamentos, convertidos en "segunda casa" por los compradores, representan casi una cuarta parte del número total de hogares. Este "envejecimiento" es acompañado por un cambio sociológico, el más humilde de las categorías se reducen a favor de las clases altas y medias.

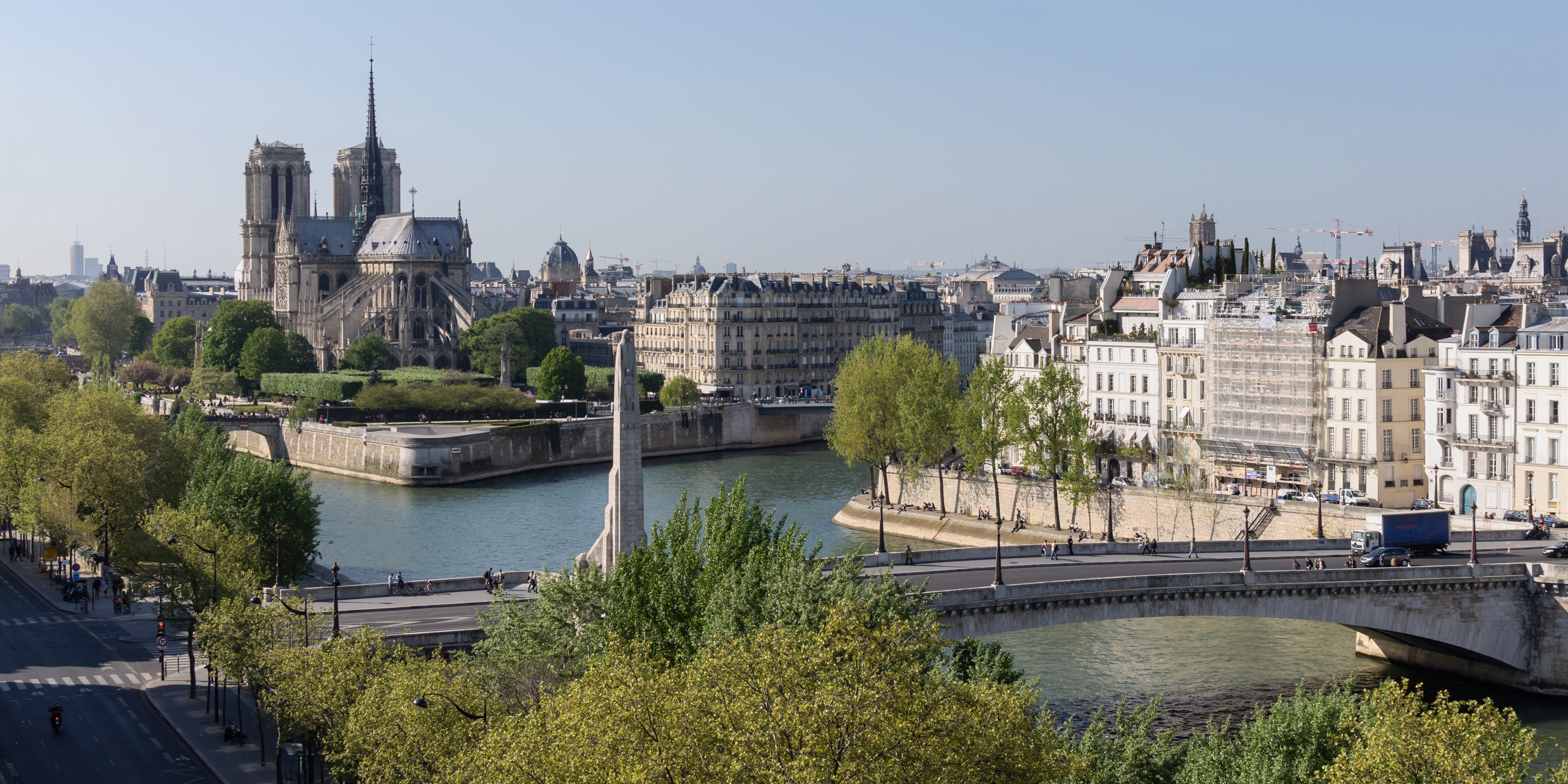
La Isla Saint-Louis con el Puente de la Tournelle y la Isla de la Cité.

En 1991 la Unesco inscribió en la lista del Patrimonio Mundial de la Humanidad las orillas del Sena en París, incluida la Isla de San Luis como la de la Cité.

## Puentes que comunican con la isla

Île Saint-Louis, 2021.

- Puente Saint-Louis con la Île de la Cité
- Puente de la Tournelle con la ribera izquierda
- Puente Luis Felipe con la ribera derecha
- Puente Marie con la ribera derecha
- Puente de Sully con las riberas derecha e izquierda

## Menciones en la literatura hispánica
La Isla de San Luis es donde comienza el cuento de Julio Cortázar Las babas del diablo, en el que se basa la película Blow-Up de Michelangelo Antonioni.